# 浦河沖地震
浦河沖地震（うらかわおきじしん）は、1982年（昭和57年）3月21日11時32分06秒に北海道日高支庁浦河郡浦河町南西沖20km（北緯42度4分、東経142度36分、深さ40km）を震源として発生した地震。地震の規模はM7.1（Mw6.9）。

## 概要
震源に最も近い浦河町では、震度6（烈震）を記録した。札幌市・帯広市・小樽市・岩見沢市・苫小牧市・倶知安町・広尾町・青森県むつ市で震度4を観測するなど、北海道全域と東北地方北部を中心に強い揺れを感じた。「震度6」を北海道で観測したのは1952年以来のことあった。北海道・東北地方のほぼ全域と、関東から中部地方の一部まで揺れを感じた。また、震源域から100kmも離れた札幌市でも、局所的に震度5に相当する揺れを感じた。
震源断層のパラメータは以下の通り。
1. 走向：N 30°W
2. 傾斜角：50°SW
3. 長さ：20km
4. 幅：30km
5. 断層面上端：深さ22km
6. 断層型：若干の右横ずれ成分を含む逆断層
7. スリップ角：110°
8. スリップ量：平均86cm
9. Mo=2.4×1019N·m
10. Mw=6.85
11. 剛性率：4.6×1010N·m2
12. 破壊伝播速度：2.8km/s

## 被害
被害は浦河町とその周辺に集中した。浦河町ではブロック塀や自動販売機が倒れ、電柱や煙突も傾いた。窓ガラスもほとんどが割れ、地面に散乱した。地震観測の最前線となった浦河測候所では3台ある地震計のうち2台が落下し破損。そのうちの1台は、地震を感知するセンサーのバネが折れた。大通りの商店街は軒並み損壊し、モルタルの壁が剥がれた店もあった。
浦河町に隣接する静内町・三石町（現・新ひだか町）でも被害が発生した。静内町では静内川にかかる橋が倒壊し、隆起・沈降の影響で通行不能となった。
総被害は負傷者167名、全壊13棟、半壊28棟、一部損壊675棟、その他22棟、船舶転覆等6隻であった。浦河港および室蘭港の港湾施設への被害総額は約3.5億円。

## 津波
津波は浦河港で80cm、青森県八戸で28cmが観測されたが、大きな被害はなかった。

## 余震
最大の余震は、本震から約8時間後の19時22分34秒に発生したM5.8であった。浦河町で震度4を記録したが、大きな被害はなかった。